# Cua sỏi
Cua sỏi (danh pháp sinh học: Leucosia anatum) là một loài cua sống ở biển thuộc họ Leucosiidae. Loài này phân bố từ Ấn Độ Dương sang tây Thái Bình Dương.

## Miêu tả
Loài này có mai lồi, hơi giống hình thoi. Mai có phần mép trước mảnh mai và có hình tam giác tù với phần hậu hốc mắt nhọn hướng lên trời theo một góc xiên. Loài này có chân mập mạp, hình trụ và khá nhẵn.

## Phân bố

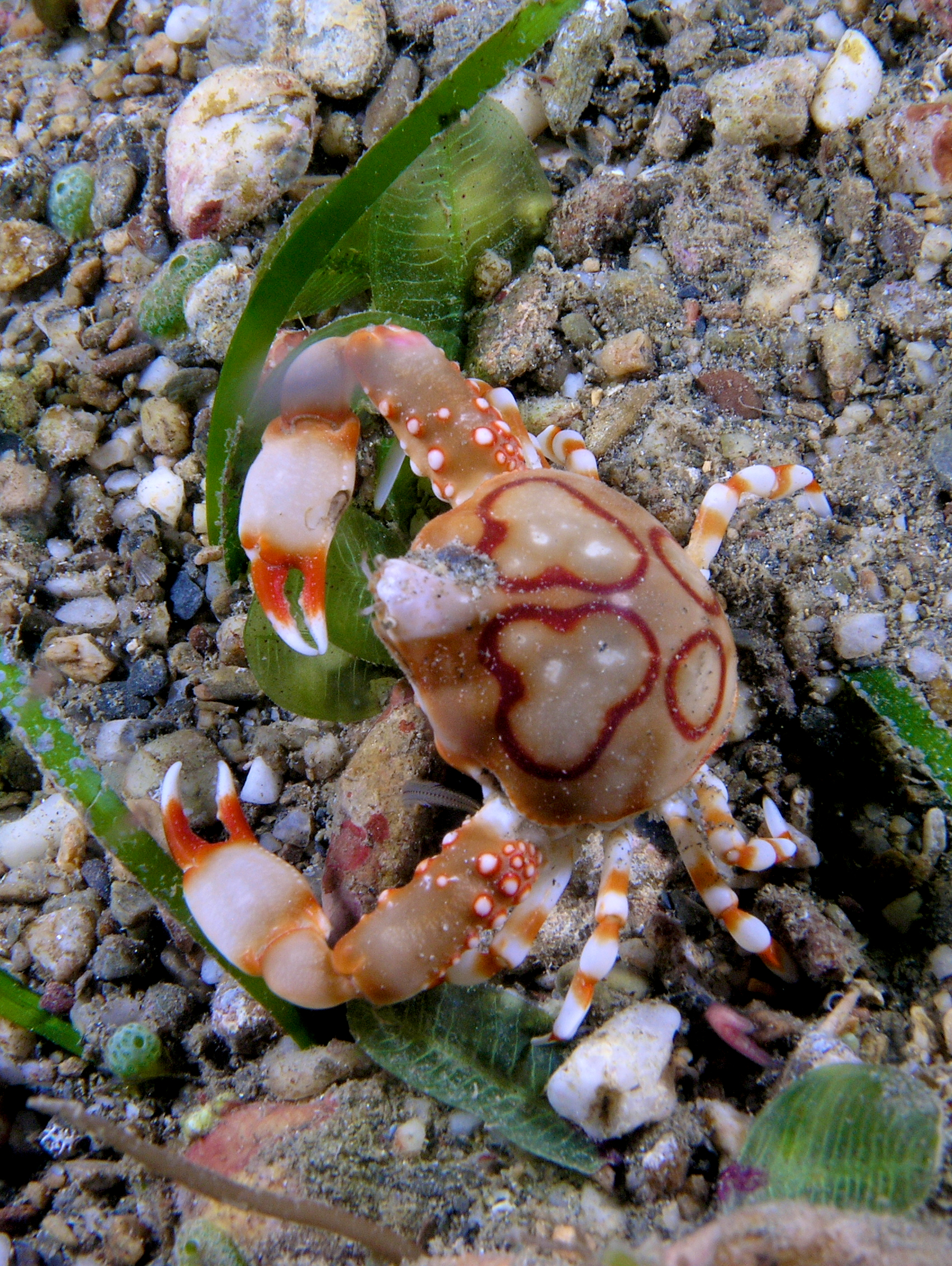

Cua sỏi có ở nhiều nơi trên thế giới, gồm Madagascar, Mauritius, vịnh Ba Tư, Pakistan, Sri Lanka, quần đảo Andaman, quần đảo Mergui, Nhật Bản, Triều Tiên, Đài Loan, Trung Quốc (vùng biển tỉnh Quảng Đông), Việt Nam (vịnh Bắc Bộ, vịnh Thái Lan), Philippines (nam bộ vịnh Manila), Indonesia (đảo Ambon), Úc, Nouvelle-Calédonie (đảo Maître), Fiji,...